# Pružna dizalica
Pružna dizalica ili pružni granik je vozna (mobilna) dizalica koja se kreće po tračnicama. Postoje dvije vrste takvih dizalica, jedne koji rade na prugama velikih industrijskih poduzeća i luka, i druge koje se kreću i rade na prugama javnih željeznica. Te druge grade se u skladu s tehničkim propisima željeznica, a nazivaju se željezničkim dizalicama. 
Pružne dizalice koje se kreću po industrijskim prugama upotrebljavaju se za pretovar komadne i sipke robe, za montažne radove i održavanje postrojenja. Nosivost je tih dizalica od 1,5 do 3 tone, iznimno i više, doseg od 6 do 10 metara, a moment tereta do 300 kNm. Brzina vožnje im je malena, od 0,5 do 1 m/s. 

## Željeznička dizalica
Željeznička dizalica ili željeznički granik služi za raščišćavanje pruge nakon željezničkih katastrofa, za montažne radove na mostovima i pruzi, i slično. Brzina vožnje željezničkih dizalica s vlastitim pogonskim uređajem iznosi od 3,6 do 9 km/h, a kad ih vuče lokomotiva, mogu podnijeti brzinu vožnje od 80 do 100 km/h. Željezničke dizalice imaju u podvoscima nosiva pera koja se blokiraju kada dizalica radi. Nosivost željezničkih dizalica iznosi od 3 do 250 tona, a moment tereta od 250 do 20 000 kNm. Pogon im je dizelsko-električni i dizelsko-hidraulički.